# Molise
El Molise (Molise en italià, Mulise en molisà) és una regió d'Itàlia meridional.
Fou constituïda el 1963 quan va obtenir l'autonomia administrativa dels Abruços. L'única província original, la de Campobasso, fou dividida en dues el 1970, amb la creació de la província d'Isernia. La capital és Campobasso.
El Molise s'estén des del vessant oriental de la serralada dels Apenins fins a la mar Adriàtica, i passa d'un paisatge de muntanya, que es va degradant, fins a la plana litoral.
L'agricultura és la base principal dels recursos econòmics, i el conreu més estès són els cereals; també hi ha vinya i oliveres i té ramaderia.
Hi ha indústria de la confecció i alimentària.